# John F. Kennedy Center for the Performing Arts
Le John F. Kennedy Memorial Center for the Performing Arts, ou Kennedy Center, est un centre culturel national et une salle de spectacle située le long du Potomac, près de l'hôtel du Watergate à Washington, aux États-Unis. Il est la résidence du National Symphony Orchestra et du Washington National Opera.

## Histoire
La construction du centre culturel, dessiné par l'architecte Edward Durell Stone, commence en 1964 ; elle coûte au total 70 millions de dollars. La même année, il est renommé John F. Kennedy Center for the Performing Arts en hommage au Président assassiné John F. Kennedy.
Le centre ouvre ses portes en 1971. Le premier spectacle, la création d'une œuvre de Leonard Bernstein, Mass, est donné le 5 septembre 1971.

## Salles
Le Kennedy Center possède plusieurs salles : le « Concert hall » compte 2 442 places et accueille le National Symphony Orchestra. L'« Opera House » comporte 2 300 places et abrite le Washington National Opera. L'« Eisenhower Theater » est, quant à lui, un théâtre qui peut accueillir 1 100 spectateurs.